# James J. Jeffries

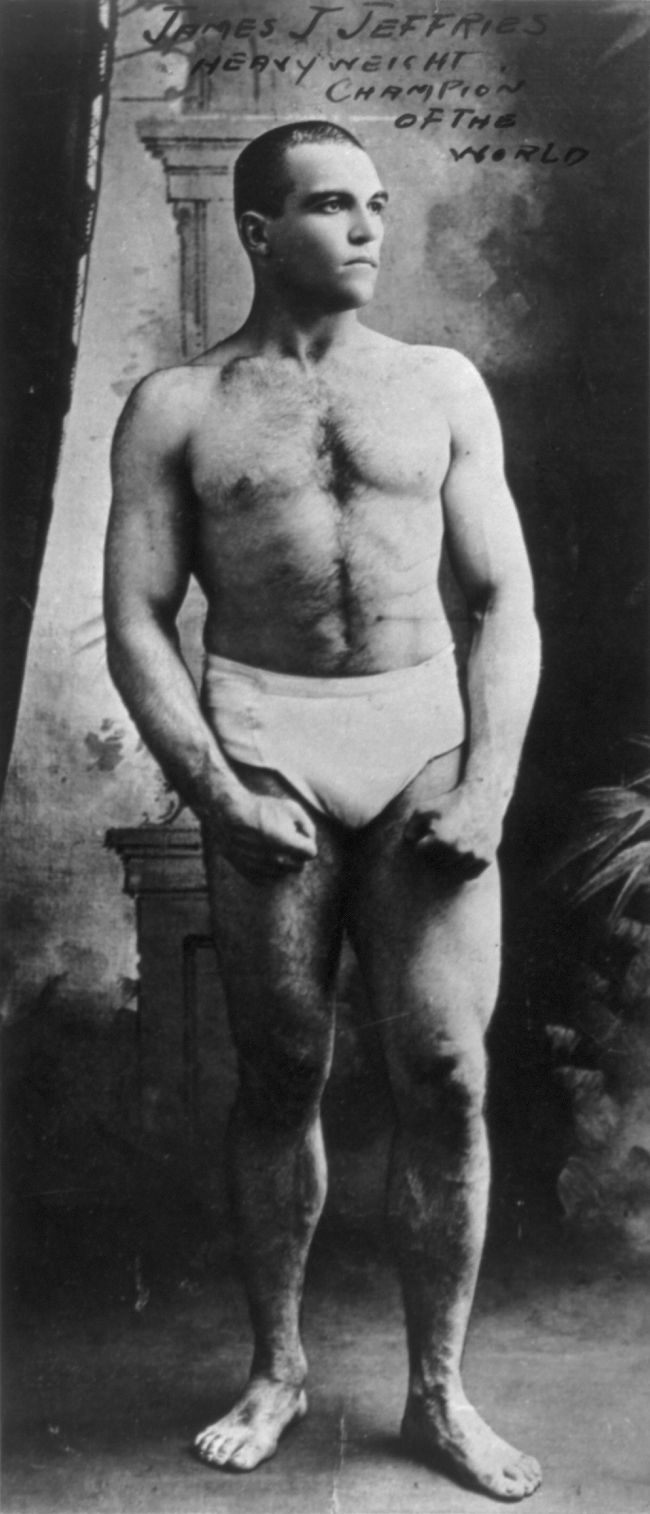
James J. Jeffries

James Jackson Jeffries apodado "El calderero" o "La gran esperanza blanca" (nacido el 15 de abril de 1875 en Carroll, Ohio – fallecido el 3 de marzo de 1953 en Burbank, California) fue un campeón del mundo de los pesos pesados de boxeo y según la International Boxing Research Organization (IBRO) uno de los 10 mejores pesos pesados de la historia.